# Demografia do Níger
Níger possuí uma população de 24,5 milhões de habitantes, e uma densidade demográfica de 13,5 hab./km².

## Dados demográficos
População total: 24 484 587 de habitantes, segundo a estimativa para 2022.
Religião: Cerca de 98,7% da população é adepta ao islamismo sunita. Os fiéis do cristianismo e das crenças tradicionais somam 1,1%. Outras religiões, agnósticos e ateus são 0,2% da população.
Idiomas: A língua oficial é o francês, porém é pouco utilizado pela população, que costuma utilizar mais o árabe.
IDH: 0,332 (muito baixo).

## Maiores cidades
Niamey é a capital e maior cidade do país.